# Ilirnejski krjazj
De Ilirnejski krjazj (Russisch: Илирнейский кряж; "heuvelkam van de Ilirnej") is een bergrug in het noordwesten van de Russische autonome okroeg Tsjoekotka, in het noordoosten van het Anjoejgebergte, tussen het Raoetsjoeagebergte en het Anadyrplateau. Het heeft een lengte van ongeveer 220 kilometer en loopt op tot 1785 meter (de berg Dvoech Tsirkov). Het gebergte is opgebouwd uit Triaszandsteen en -schalie met intrusies van stollingsgesteenten. De Ilirnejski krjazj bevindt zich in een gebied met een subarctisch klimaat en is begroeid met bergtoendra met poolwoestijn aan de toppen.
In het gebergte ontspringen een aantal rivieren die uitmonden in de Tsjaoenbaai, zoals de Tsjaoen, Raoetsjoea en een aantal bronrivieren van de Maly Anjoej.